# Montagnac-la-Crempse
 Montagnac-la-Crempse  (en occitano Montanhac de Cremsa) es una comuna y población de Francia, en la región de Aquitania, departamento de Dordoña, en el distrito de Bergerac y cantón de Villamblard.
Su población en el censo de 1999 era de 381 habitantes.
Está integrada en la Communauté de communes du Pays de Villamblard .

## Demografía
| 444 | 448 | 409 | 365 | 363 | 381 |
| Para los censos de 1962 a 1999 la población legal corresponde a la población sin duplicidades (Fuente: INSEE [Consultar]) |     |     |     |     |     |